# 楊一鵬 (崇禎舉人)
楊一鵬（16世紀—1641年），字圖南，山西平陽府蒲州河津縣人，明朝政治人物。

## 生平
楊一鵬是崇禎九年（1636年）的舉人，十三年（1640年）授尉氏知縣，當時鄢陵流寇徐完作亂，他屢次出計殺賊，又請求朝廷出兵剿除，人民獲得安堵，同時他亦愛民禮士，興利除弊，數個月後就以政聲聞名，上級特薦卓異。次年（1641年）臘月李自成圍攻尉氏，城內力盡援絕失守，臨死前依然仆向賊人奮擊，罵不絕口而死，賊人也感嘆其忠勇，後入祀名宦祠和鄉賢祠。

## 引用
1. 1 2  光緒《河津縣志·卷七·人物》：楊一鵬，字圖南，崇禎丙子舉人，任尉氏知縣。值流寇肆虐，屢出奇計殺賊；惠民愛士，興利剔弊，不數月政聲四達，直指特薦卓異。後闖賊圍攻尉氏，力盡援絕，城破不屈死。臨死一踴，縛絕奮前擊賊，罵不絕口，賊亦其忠勇，祀名宦鄉賢。
2. ↑  道光《尉氏縣志·卷七·職官表》：暢【楊】一鵬，持己廉慎，接人謙恭，十三年鄢陵賊徐完作亂，請兵剿除民獲安堵，十四年臘月闖賊破城，殉義死之，大節凜然。